# Scobinți
Scobinți is een Roemeense gemeente in het district Iași.
Scobinți telt 7490 inwoners.